# Kim Jung-ya
Kim Jung-ya (김정야?, 金正也?; Hyōgo, 17 maggio 1988) è un ex calciatore sudcoreano, di ruolo difensore.